# Schaumburg járás
Schaumburg járás egy járás Alsó-Szászország tartományban. 1977. augusztus 1. óta létezik. Schaumburg járás Nienburg/Weser, Lippe, Region Hannover, Hameln-Pyrmont és Minden-Lübbecke járásokkal határos. Lakosainak száma 157 616 fő (2016. december 31.).

## Népesség
A járás népessége az elmúlt években az alábbi módon változott:

| 2014 | 156 039 |
| 2016 | 157 616 |

## Városok és községek
Önálló városok
1. Bückeburg
2. Obernkirchen
3. Rinteln
4. Stadthagen, járási székhely

Önálló község
1. Auetal

Ämter und Gemeinden

 Települések amik egy Samtgemeinde (Lau 1) tagjai

* A Samtgemeinde székhelye
| - 1. Samtgemeinde Eilsen 1. Ahnsen 2. Bad Eilsen * 3. Buchholz 4. Heeßen 5. Luhden - 2. Samtgemeinde Lindhorst 1. Beckedorf 2. Heuerßen 3. Lindhorst * 4. Lüdersfeld - 3. Samtgemeinde Nenndorf 1. Bad Nenndorf, Stadt * 2. Haste 3. Hohnhorst 4. Suthfeld | - 4. Samtgemeinde Niedernwöhren 1. Lauenhagen 2. Meerbeck 3. Niedernwöhren * 4. Nordsehl 5. Pollhagen 6. Wiedensahl, Flecken - 5. Samtgemeinde Nienstädt 1. Helpsen * 2. Hespe 3. Nienstädt 4. Seggebruch | - 6. Samtgemeinde Rodenberg 1. Apelern 2. Hülsede 3. Lauenau, Flecken 4. Messenkamp 5. Pohle 6. Rodenberg, Város * - 7. Samtgemeinde Sachsenhagen 1. Auhagen 2. Hagenburg, Flecken 3. Sachsenhagen, város * 4. Wölpinghausen |

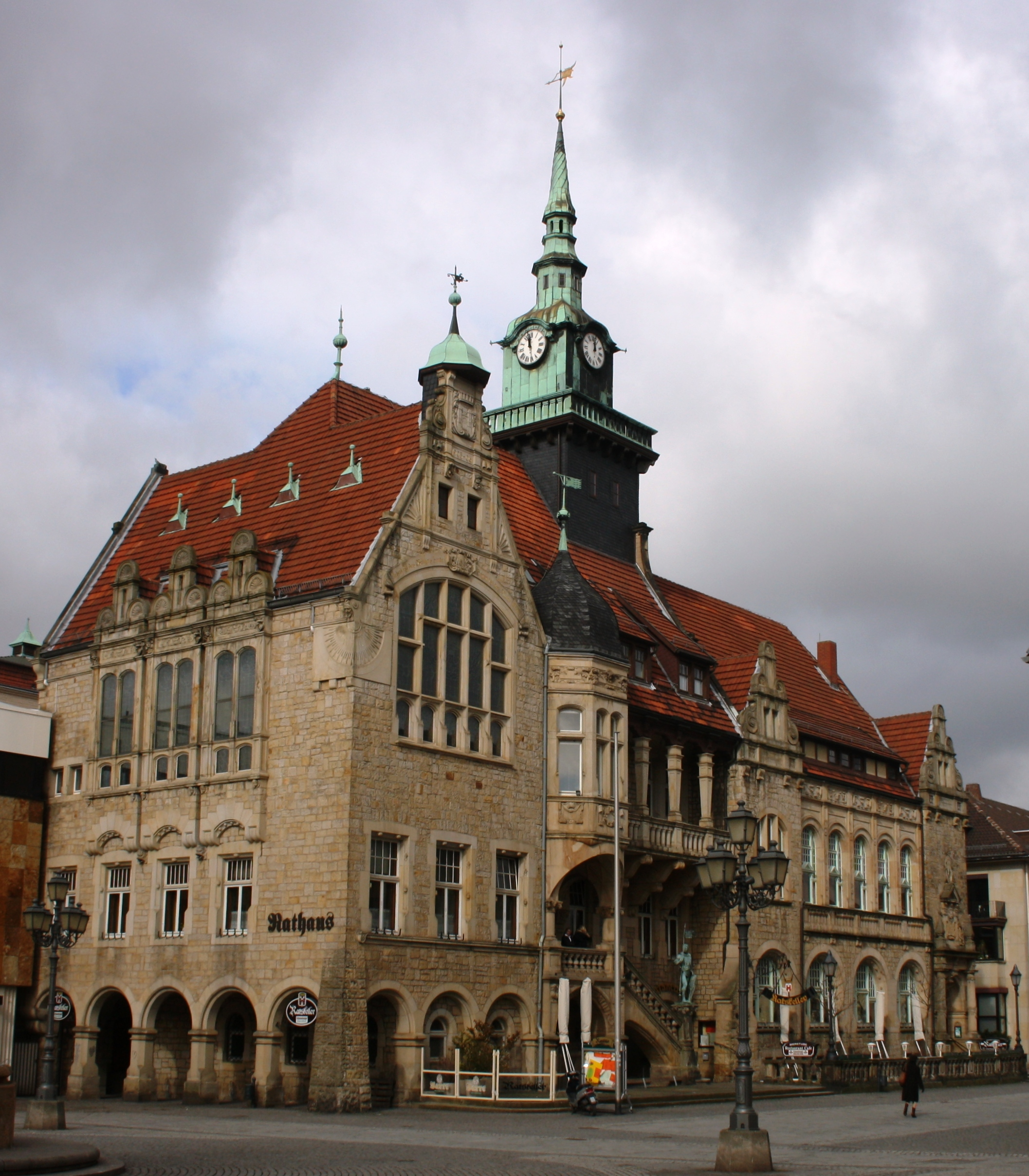
Bückeburg
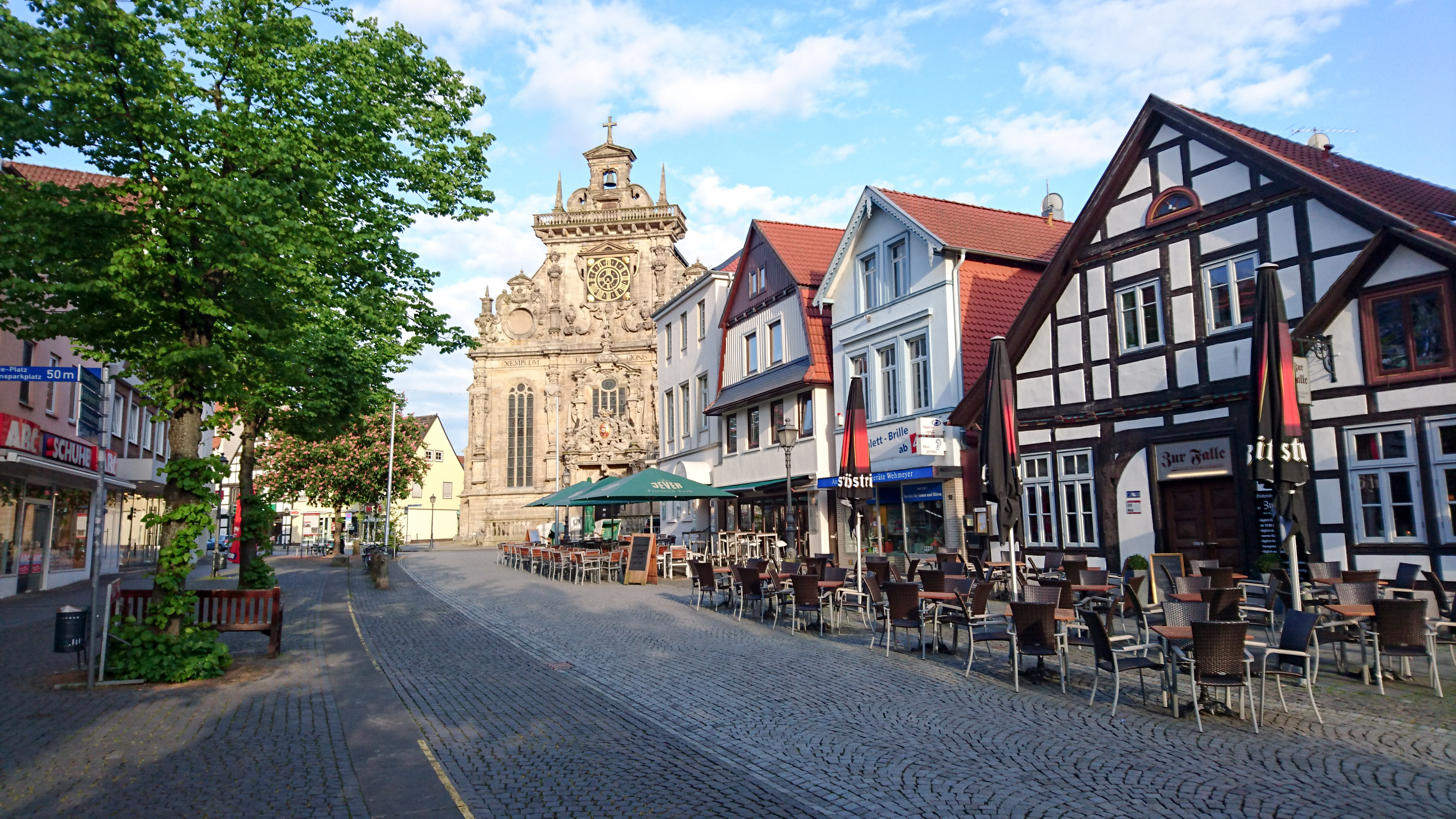
Bückeburg
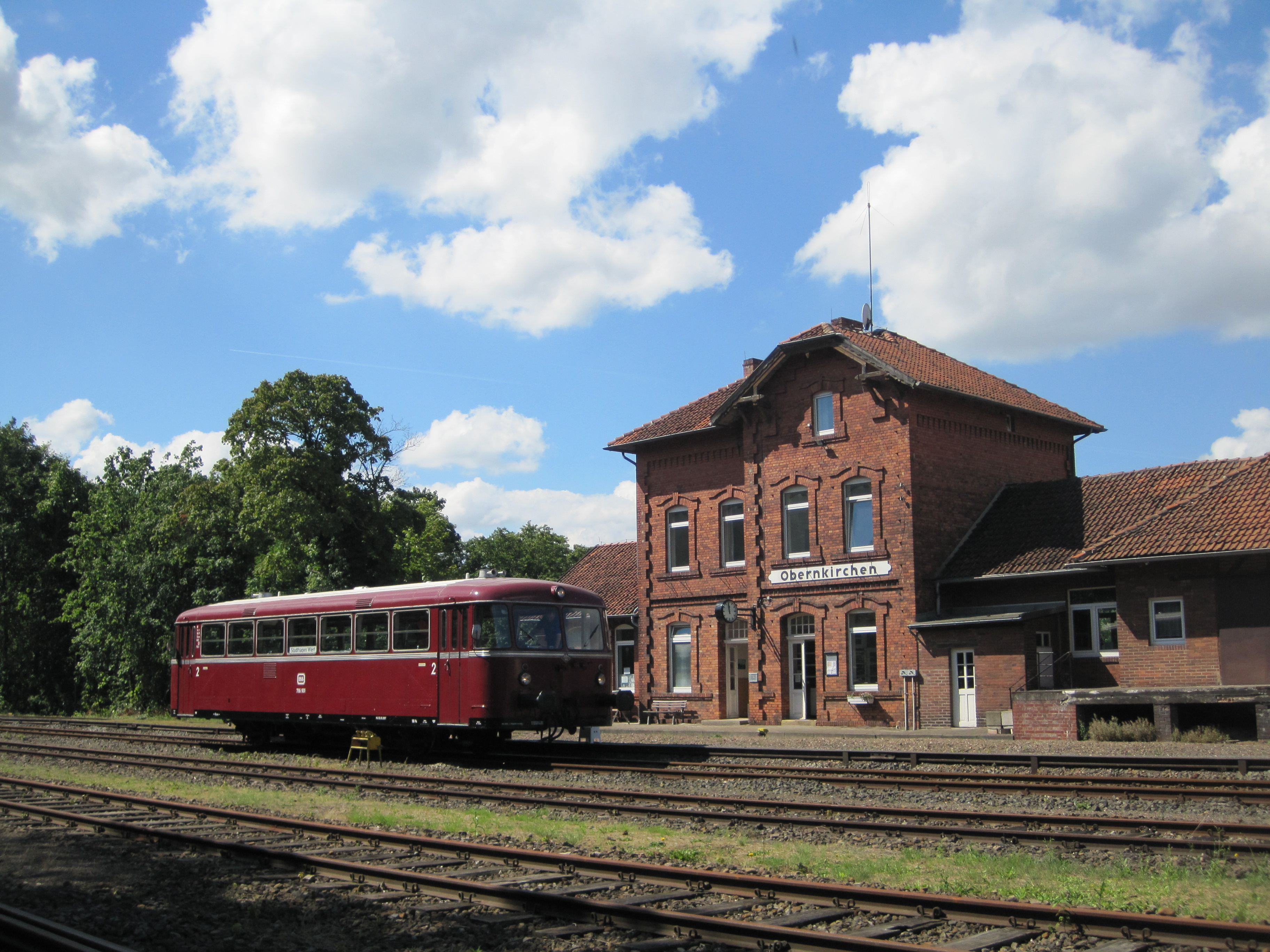
Az obernkircheni vasútállomás
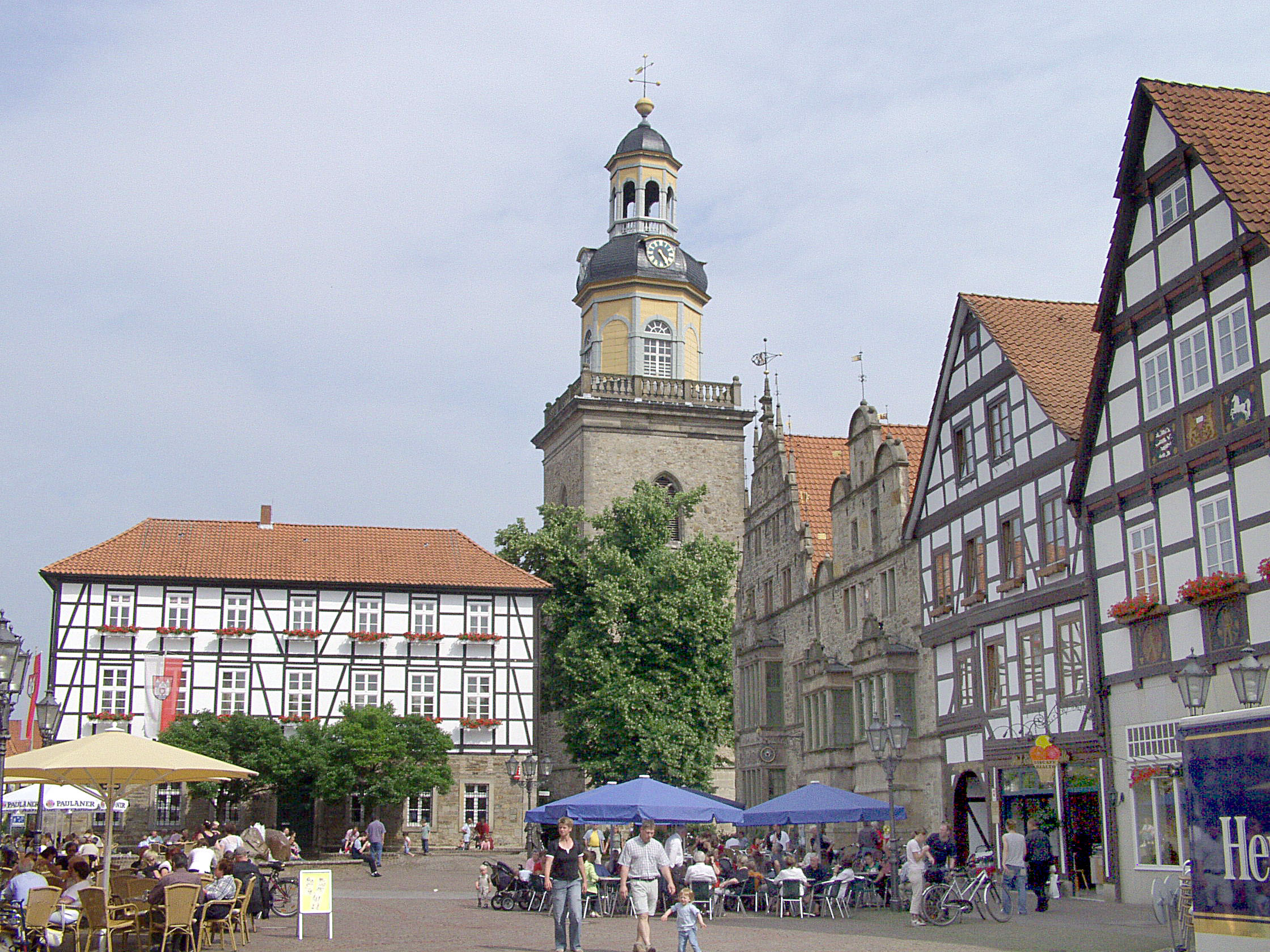
Rinteln
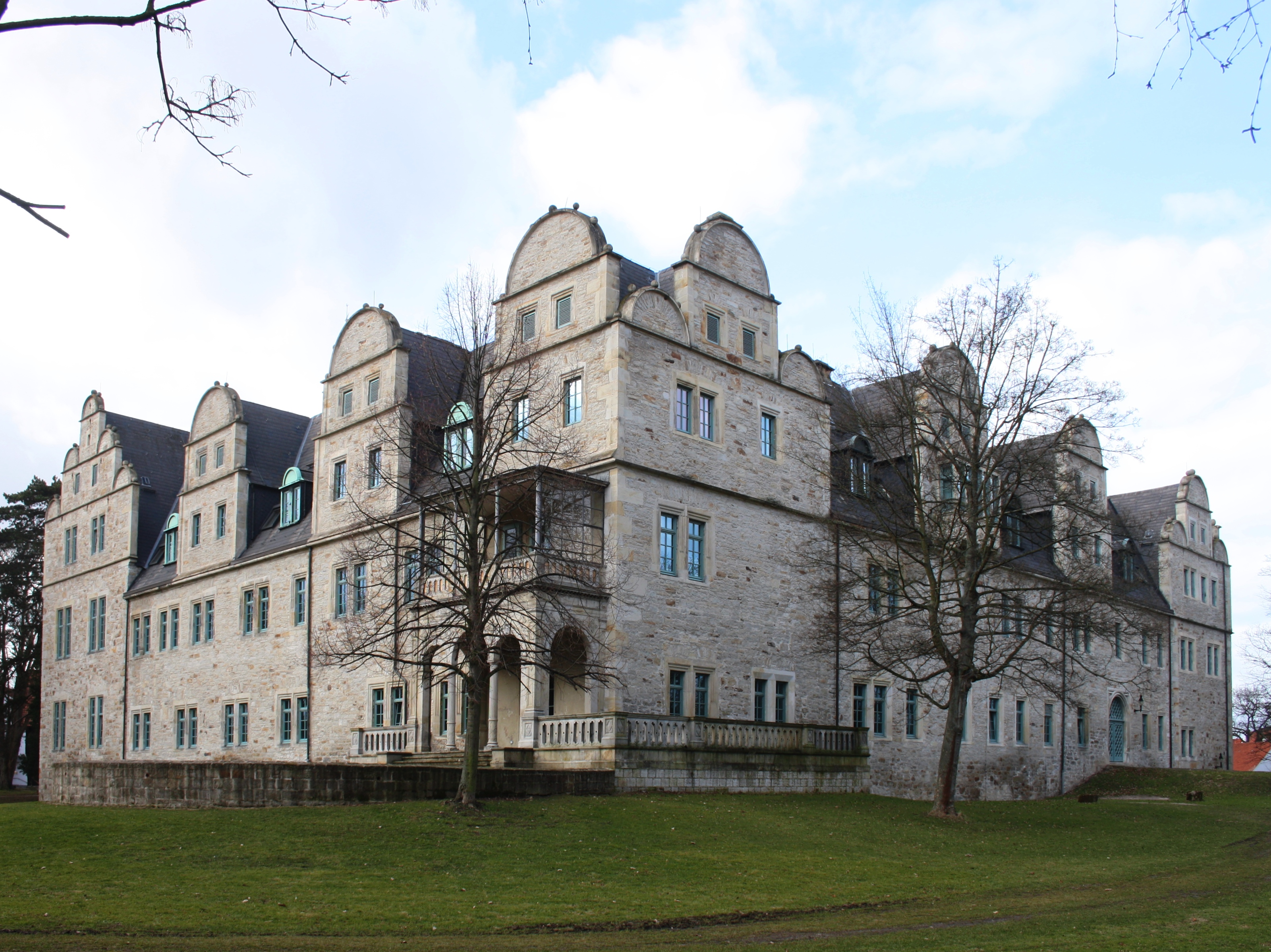
A stadthageni kastély
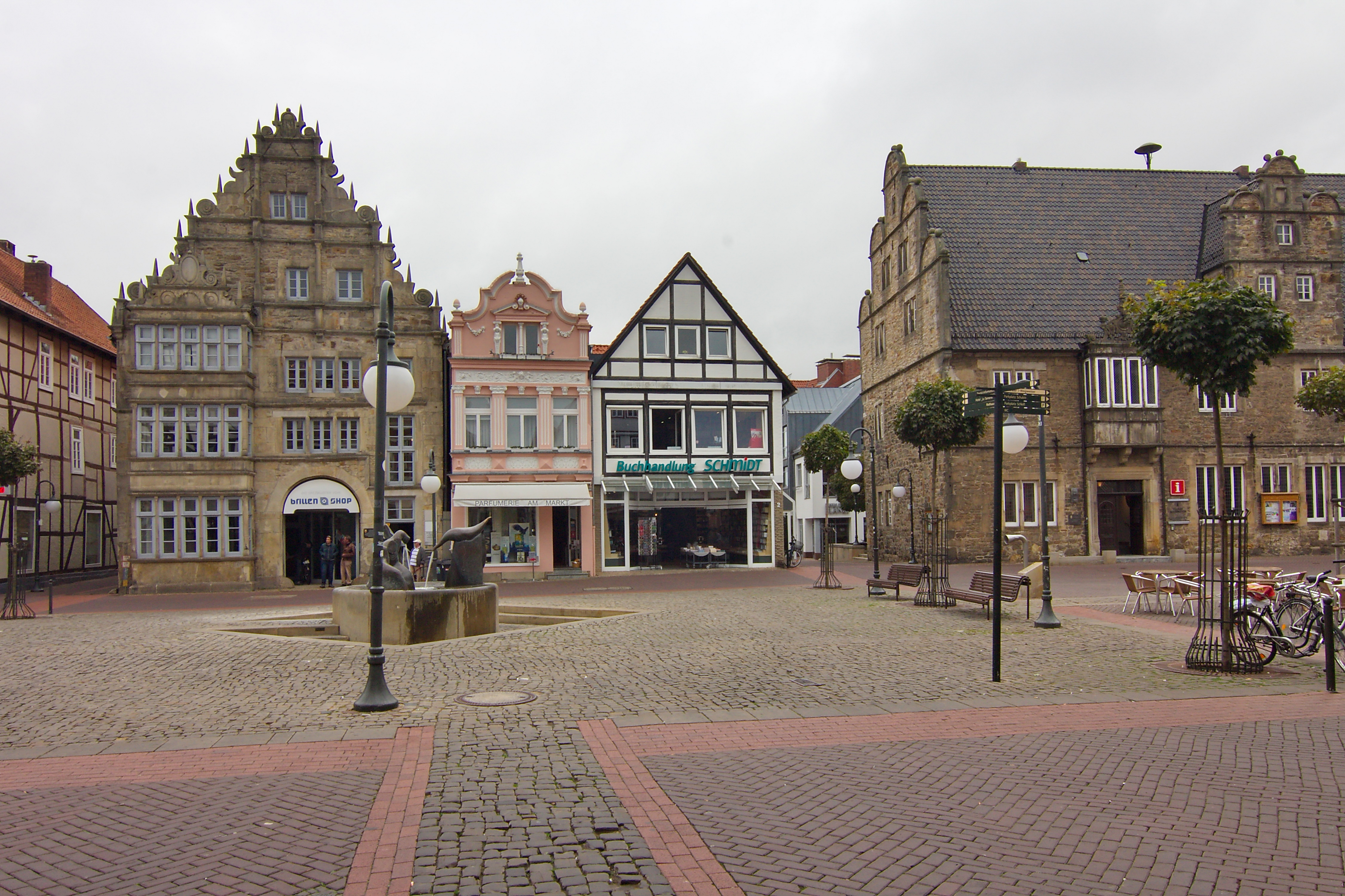
A stadthageni piactér
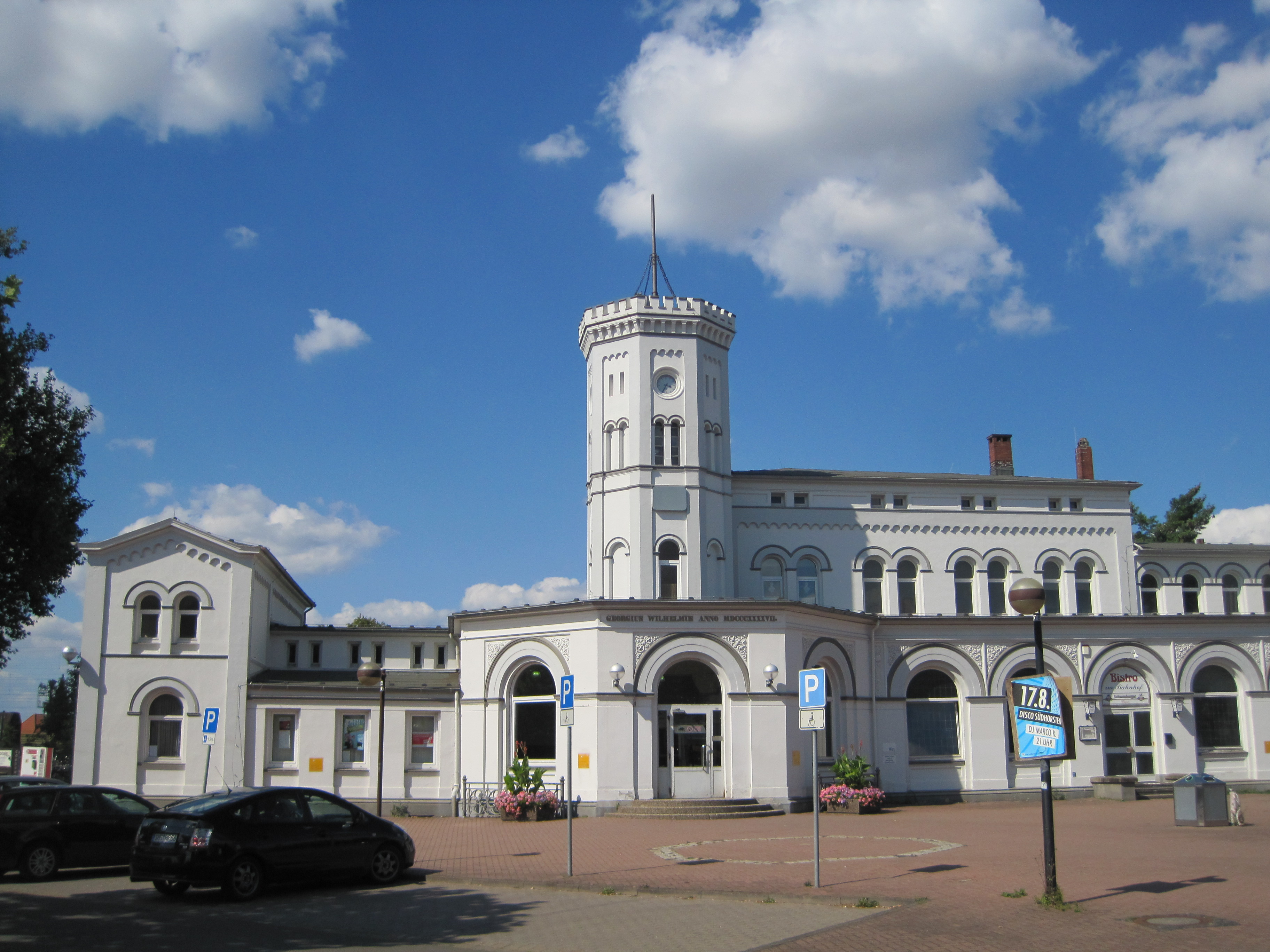
A stadthageni vasútállomás